# Чжии
Чжии́ (кит. трад. 智顗, пиньинь Zhìyǐ), мирское имя Чэнь Дэа́нь (кит. упр. 陈德安) (538—597) — буддийский наставник, фактический создатель школы Тяньтай.

## Биография
Чжии родился в уезде Хуажун области Цзинжоу (на территории современного городского округа Цяньцзян провинции Хубэй). В 17 потерял родителей и в 18 лет ушел из дома в монахи. В 23 года получил свое самое важное влияние от своего первого учителя, Наньюэ Хуэйсы (515—577), мастера медитации, который впоследствии был включен в список предшественников Чжии в родах Тяньтая. После периода обучения у Хуэйсы (560—567) некоторое время работал в южной столице Цзянькана.
В 575 году отправился на гору Тяньтай для интенсивного изучения и практики с группой учеников. Здесь он работал над адаптацией индийских принципов медитации шаматха и випашьяна в сложную систему самокультурной практики, которая также включала ритуалы посвящения и ритуалы исповедания/раскрытия. Затем в 585 году он вернулся в Цзиньлин, где закончил монументальные комментирующие работы над Лотосовой сутрой, Фахуа Венчжу (587 г) и Фауа Сюаньи (593 г). Из 32 его учеников наибольшую известность получил Гуаньдин (561—632), который является пятым патриархом Тяньтай. Пользовался покровительством государей из правящих династий Чэнь и Суй.
Дэвид Чаппелл считает, что Чжии: «…обеспечил религиозную основу, которая, казалось бы, подходит для адаптации к другим культурам, для развития новых практик и универсализации буддизма».
Чжии и Бодхидхарма жили в одно время, хотя Чжии находился под покровительством императора, а Бодхидхарма — нет.
Мумифицированное тело патриарха Чжии находится в главном храме монастыря Чжэнъцзюэ в горах Тяньтайшань.

## Важнейшие работы
Малый трактат о Сосредоточенности и Проницательности (Сяо Чжигуань/Хсяо чих-куань) написанный Чжии, вероятно, был первым практическим руководством по медитации, доступным китайцам и с его непосредственным влиянием на Цо-чан-и оказал большое влияние на развитие медитации Чана. Он связал медитативные приемы «спасения» и достижения нирваны с философскими постулатами.
Рудзюнь Ву определяет Великий трактат о концентрации и проницательности (摩訶止観 Mohe Zhiguan) Чжии как основополагающий текст школы Тяньтая.
Из многочисленных сочинений Чжии главными признаны «Фа хуа сюань и» («Сокровенный смысл „Лотосовой сутры“»), «Фа хуа вэнь цзюй» («Язык „Лотосовой сутры“») и «Мохэ чжи гуань» («Великое самопрекращение и самопостижение»), называемые вместе «тремя великими частями учения Тяньтай», так как в них изложены основные доктрины этой школы.

## Четыре самадхи
Чжии разработал программу практических занятий, которая была переработана в «Четыре самадхи». Эти четыре самадхи были описаны в книге Чжии «Мохэ Чжигуань». Мохэ Чжигуань является величественным опусом зрелости Чжии и, согласно его опыту и пониманию того времени, является «обобщением» буддийской традиции. Текст Мохэ Чжигуань был уточнен с лекций Чжии в 594 году в столице Цзиньлине и был суммой его опыта на горе Тяньтай в 585 году. Разбирая заголовок, «чжи» относится к «медитации чан и достижения концентрация и спокойствия», а «гуань» — к «созерцанию и достигнутой таким образом мудрости». Свонсон сообщает, что Чжии придерживается двух режимов чжи-гуань: режима сидения в медитации и режима реагирования на объекты в соответствии с условиями, который далее уточняется как пребывание в естественном состоянии спокойствия и проницательности ума при любых действиях и условиях.
Свонсон утверждает, что Чжии в Мохэ Чжигуане:

…критически относится к несбалансированному акценту на «медитации как таковой», изображая её как возможную «экстремальную» точку зрения и практику и предлагая вместо этого бином жи-гуань в качестве более всеобъемлющего термина буддийской практики.— 
Четыре самадхи:
- «Постоянно сидящий Самадхи» — 90 дней неподвижного сидения, вставая только по естественной необходимости.
- «Постоянно гуляющий Самадхи» — 90 дней прогулки и медитации по Амитабхе.
- «Полугуляющий и полусидящий Самадхи» — включает в себя различные практики, такие как пение, размышления о пустоте всех дхарм, которые включают покаяние, молитву, поклонение Будде и чтение сутры Лотос.
- «Никогда негуляющий или никогда несидящий Самадхи» — сюда входит «осознание психических факторов» по мере их возникновения в сознании. Одно из них — рассматривать их как «не движущихся, не возникших, не потухших, не пришедших, не ушедших».